# Série de espionagem

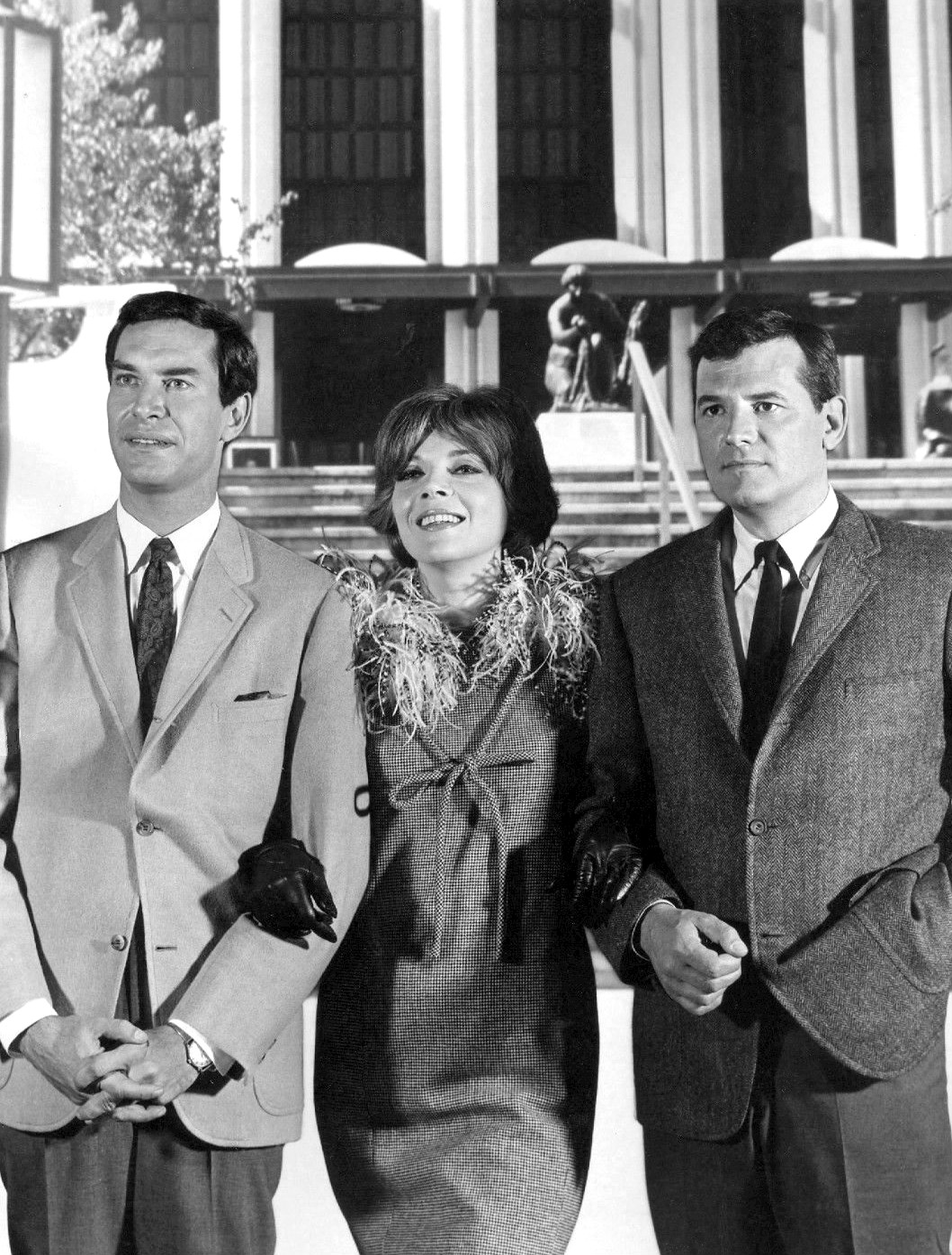
Atores Martin Landau, Barbara Bain e Steven Hill na primeira temporada de Missão: Impossível em 1967.

Uma série de espionagem é um gênero de televisão com vários episódios, cujo enredo se concentra em histórias relacionadas às atividades de agentes secretos e serviços de inteligência. A popularidade destas séries na década de 1960 coincidiu com o contexto político da Guerra Fria bem como com o sucesso da série de filmes de James Bond. Após um período de desuso desde a década de 1970 até a década de 1990, o gênero renasceu no período que se seguiu aos ataques de 11 de setembro. O gênero é dividido em duas categorias: séries que mostram a atividade de espiões responsáveis por desestabilizar um governo ou se infiltrar em uma organização, como em Missão Impossível, e uma segunda categoria que se concentra em agentes e organizações responsáveis por proteger suas nações de ameaças externas, das quais 24 horas são um exemplo representativo.

## Lista de séries de espionagem
- 1960: Danger Man de Ralph Smart.
- 1961:
  - Les Espions
  - Os Vingadores de Sydney Newman e Leonard White.
- 1962:
  - Cmmandant X de Jean-Paul Carrère
  - Le Saint
- 1963: Espionage.
- 1965:
  - The Wild Wild West
  - Secret Squirrel de Hanna-Barbera
- 1966: Missão Impossível
- 1967: The Prisoner de George Markstein e Patrick McGoohan.
- 1969:
  - Adyutant ego prevoskhoditelstva
  - Pegasus de Michael Ferguson
- 1971: Schulmeister, l'espion de l'empereur
- 1973: Dix-sept Moments de printemps de Tatiana Lioznova.
- 1976: Adventures of Captain Wrongel
- 1985: MacGyver de Lee David Zlotoff.
- 1988: Missão Impossível
- 2001:
  - 24 Horas
  - Codename: Kids Next Door
  - Totally Spies! de Vincent Chalvon-Demersay e David Michel
- 2002:
  - Dupla Identidade
  - Kim Possible de Mark McCorkle e Bob Schooley
  - Codename: Kids Next Door de Tom Warburton
- 2003: Threat Matrix
- 2005:
  - The Fall of the Empire de Vladimir Khotinenko.
  - The X's de Carlos Ramo.
- 2006:
  - Glurp Attack de Sylvia Branzei
  - The Secret Show de Tony Collingwood
  - The Replacements de Dan Santat
- 2007: Chuck
- 2009:
  - Archer
  - The Amazing Spiez! David Michel e Vincent Chalvon-Demersay
- 2011: Homeland
- 2012: No Limit
- 2013: The Americans
- 2014:
  - Manhattan
  - Turn
- 2015:
  - Fauda
  - False Flag
  - Le Bureau des légendes
  - Au service de la France
  - Fresh Beat Band of Spies de Nadine Van der Velde e Scott Kraft
  - Danger Mouse de Brian Cosgrove et Mark Hall

- 2016: Operação Berlim
- 2017: O Mesmo Céu de Paula Milne e Oliver Hirschbiegel
- 2018: Spy Kids: Mission Critical
- 2019:
  - The Spy de Gideon Raff
  - Tehran

- 2018:
  - Killing Eve
  - Jack Ryan
- 2021:
  - Harriet, a Espiã, de Sidney Clifton
  - Força Queer, de Sean Hayes e Michael Schur
- 2020: Alex Rider
- 2022:
  - SPY×FAMILY de Kazuhiro Furuhashi
  - Totens de José Garcia
- 2023: Espião/Mestre por Kirsten Peters e Adina Sadeanu.